# 진수희
진수희(陳壽姬, 1955년 11월 12일~)는 대한민국의 관료, 정치인이다. 제17·18대 국회의원 출신으로 제3대 보건복지부 장관이다.

## 생애
진수희는 1955년 충청남도 대덕군(현 대전광역시)에서 태어나 대전여자고등학교와 연세대학교 사회학과를 나온 후 한국개발연구원에서 근무했다. 1991년 미국 일리노이대에서 사회학 박사 학위를 받았고, 여의도연구소 선임연구위원과 세종대학교 겸임교수 등을 지냈다.
2004년 한나라당 비례대표로 17대 국회의원이 되어 국무총리 인사청문특별위원회 위원, 한나라당 제6정책조정위원장과 원내대변인을 거쳐, 17대 대선 한나라당 경선캠프 대변인을 지냈고, 17대 대통령직인수위원회 정무분과 간사로도 활동하였다. 17대 국회에서는 교육위원회, 정무위원회, 운영위원회, 여성위원회 등에서 활동하며 <전자팔찌제도>를 도입하여 아동성폭력범죄를 예방하고자 하였으며, 학교촌지 수수 관행을 근절하고자 <학교촌지 수수의 예방 등에 관한 특별법안> 등을 대표발의하였다.
2008년 18대 총선에서 서울 성동구갑 지역에 출마해 재선에 성공하였고, 한나라당 싱크탱크 여의도연구소 소장을 겸임하였다. 18대 국회에서는 기획재정위원회 및 규제개혁특별위원으로 활동하며 전체 93건의 법안을 대표발의하였다. 2008년 11월 28일 임금채권보장법 일부개정법률안(진수희 의원 등 18인), 산업재해보상보험법 일부개정법률안(진수희 의원 등 18인) 등을 대표 발의하였다. 18대 국회 여의도연구소장으로서 2009년 6월 26일 한나라당 당직자 회의에서 <MBC PD수첩>에 대한 비난을 퍼붓던 중, 영어판 위키피디아에서 발췌한 내용을 근거로 MBC에 대한 비난을 소개하며 MBC측에 <위키피디아>에 반론을 제기하라고 발언했다.
2010년 8월 8일 보건복지부 장관으로 내정되었다. 같은 달 20일 국회 인사청문회에서 2003년 딸의 한국 국적 포기와 美 국적으로 한국 건강보험을 이용한 사실이 밝혀졌다.

## 학력
- 1960년 대전문창국민학교 졸업
- 1966년 대전여자중학교 졸업
- 1969년 대전여자고등학교 졸업
- 1972~1975년 연세대학교 사회학 학사
- 1979~1982년 인디애나 대학교 대학원 사회학 석사
- 1988~1991년 일리노이 대학교 시카고캠퍼스 사회학 박사

## 경력
- 1975~1978년: 한국개발연구원 연구위원
- 1995~2000년: 여의도연구소 연구위원
- 2000~2004년: 여의도연구소 선임연구위원
- 2004년 6월~2008년 5월: 제17대 국회의원(한나라당 비례대표)
- 2006년 1월~2006년 7월: 한나라당 원내공보부대표
- 2008년 5월~2012년 5월: 제18대 국회의원(서울 성동구 갑, 한나라당→새누리당)
- 2010년 8월~2011년 9월: 제48대 보건복지부 장관
- 바른정당 최고위원
- 바른미래당 서울시당 공동위원장
- 바른미래당 중성동갑 지역위원장
- 새로운보수당 자문단장
- 새로운보수당 공동대표
- 미래통합당 서울특별시당 중성동갑 당협위원장
- 국민의힘 서울특별시당 중성동갑 당협위원장
- 국민의힘 서울특별시당 보건복지위원장
- 2021. 3.~2021. 4. 국민의힘 4·7재보궐선거 서울시장 보궐선거 선거대책위원회 정책특별본부 코로나19방역대책본부장
- 2021. 8.~2021. 11. 국민의힘 유승민 제20대 대통령 선거 예비후보 희망22 정무상임특보
- 2021. 8. 국민의힘 서울시당 전략정책위원장단
- 2022. 5.~2022. 6. 오세훈 서울특별시장 후보 선거대책위원회 위원장
- 2023. 9. 국민의힘 서울특별시당 보건복지특별위원회 위원장
- 2024. 9.~ 서울시복지재단 대표이사

## 전과
- 명예훼손, 출판물에의한명예훼손: 벌금 6,000,000원 - 2008년 7월 14일 선고[4]

## 역대 선거 결과
|  | 35.76% |

|  | 51.32% |

|  | 40.93% |

## 소속 정당
| 소속 정당 | 소속 정당    | 소속 기간 | 비고      |
| --------- | ------------ | --------- | --------- |
|           | 민주자유당   | 1995      | 정계 입문 |
|           | 신한국당     | 1995~1997 | 당명 변경 |
|           | 한나라당     | 1997~2012 | 합당      |
|           | 새누리당     | 2012~2016 | 당명 변경 |
|           | 무소속       | 2016~2017 | 탈당      |
|           | 바른정당     | 2017~2018 | 창당      |
|           | 바른미래당   | 2018~2020 | 합당      |
|           | 무소속       | 2020      | 탈당      |
|           | 새로운보수당 | 2020      | 창당      |
|           | 미래통합당   | 2020      | 합당      |
|           | 국민의힘     | 2020~현재 | 당명 변경 |

## 같이 보기
- 대한민국 제17대 국회의원 선거 한나라당 후보 목록#비례대표
- 성동구 갑 (2004년 선거구)
- 서울 성동구의 국회의원
- 대한민국의 보건복지부 장관